# Hyposmocoma argentea
Hyposmocoma argentea (лат.) — вид моли эндемичного гавайского рода Hyposmocoma подрода Euperissus.

## Описание
Бабочки с размахом крыльев 18—20 мм. Усики у самцов мелкопильчатые, беловатые, с легким коричневато-охристым оттенком, базальные членики белые. У самок усики светло-охристые, сверху с тонкой полосой с коричневой полосой. Щупики белые, с легким коричневатым оттенком на базальной половине срединного членика снаружи, реже полностью белые. Голова и грудь серебристо-белые. Передние крылья серебристо-белые. Задние крылья бледно-серые. Передние ноги буровато-серые. Срединие и задние ноги беловатые. От близкого вида Hyposmocoma subargeittea отличается более светлым срединным члеником щупиков, более жёлтыми ресничками около заднего угла крыла, а также коротким и толстым брюшком.

## Распространение
Вид обнаружен только на острове Молокаи на высоте около 1200 м над уровнем моря.